# Tony Barbieri
Anthony J. "Tony" Barbieri, född 26 augusti 1963 i Framingham, Massachusetts, är en amerikansk komiker och skådespelare. Han har bland annat skrivit material till Jimmy Kimmel Live! och The Man Show.